# Lehtinen (ö i Mellersta Finland, Jyväskylä)
Lehtinen eller Lehtissaari är en ö i norra delen av Päijänne i Finland. Den ligger i sjön Päijänne och i kommunen Jyväskylä i den ekonomiska regionen  Jyväskylä  och landskapet Mellersta Finland, i den södra delen av landet, 230 km norr om huvudstaden Helsingfors. Öns area är 55,4 hektar och dess största längd är 1,5 kilometer i nord-sydlig riktning.